# Biblioteca Cochrane
La Cochrane Library (i la versió en castellà, Biblioteca Cochrane Plus) és una sèrie de bases de dades electròniques de ciències de la salut que es poden consultar des d'un cercador. En en seu nucli hi ha la col·lecció de Cochrane Reviews (Revisions Cochrane), una base de dades de revisions sistemàtiques i metanàlisis que resumeixen i analitzen els resultats de la investigació mèdica. La Cochrane Library té com a objectiu fer disponibles fàcilment els resultats dels assajos ben controlats duts a terme i és un recurs clau en la medicina basada en l'evidència.
Les revisions Cochrane es publiquen originalment en anglès a la Cochrane Database of Systematic Reviews, principal base de dades de la revista electrònica The Cochrane Library, des de la qual es tradueixen i editen els textos per produir La Biblioteca Cochrane Plus, que es publica en castellà.
Des de l'any 2003, i gràcies a una subscripció realitzada pel Ministeri de Sanitat, Serveis Socials i Igualtat d'Espanya, el Centre Cochrane Iberoamericà tradueix i edita La Biblioteca Cochrane Plus que permet consultar de manera gratuïta les revisions sistemàtiques Cochrane en espanyol. La producció és responsabilitat de Update Software i de Infoglobal Suport.